# Євпраксія (роман)
«Євпра́ксія» — історичний роман українського письменника Павла Загребельного з часів Київської Русі, про трагічну долю київської княжни Євпраксії Всеволодівни, яка зуміла позбавити престолу могутнього німецького імператора. Це четвертий роман Павла Загребельного з його серії книжок про Київську Русь, до яких також належать романи «Диво», «Смерть у Києві», «Первоміст».

## Сюжет
Події в романі відбуваються на межі XI–XII століть. Онуку Ярослава I Мудрого київську княжну Євпраксію, коли їй було лише 12 років, відправляють до Німеччини, щоб вона стала дружиною маркграфа Північної Саксонії Генріха Штаденського Довгого. Коли Євпраксії виповнилося 15 — вони одружуються. Але вже через рік Євпраксія стає вдовою. Генріх IV — імператор Священної Римської імперії, зачарований її вродою пропонує їй руку та серце, і Євпраксія стає германською імператрицею. Але доля молодої жінки складається трагічно: на чужині вона зазнає тяжких принижень і страждань, втрачає любов. Проте, долаючи злобу, чвари, інтриги імператорського двору, Євпраксія дістається рідної землі.

## Павло Загребельний про роман
«Євпраксія» — роман про долю людини. А що доля людська, надто в трагічних її вимірах, найвиразніше простежується на прикладі жінки, то й написано цей роман про жінку, про трагедію розлуки з рідною землею, про трагедію втрати любові.